# Manuel Cuadra

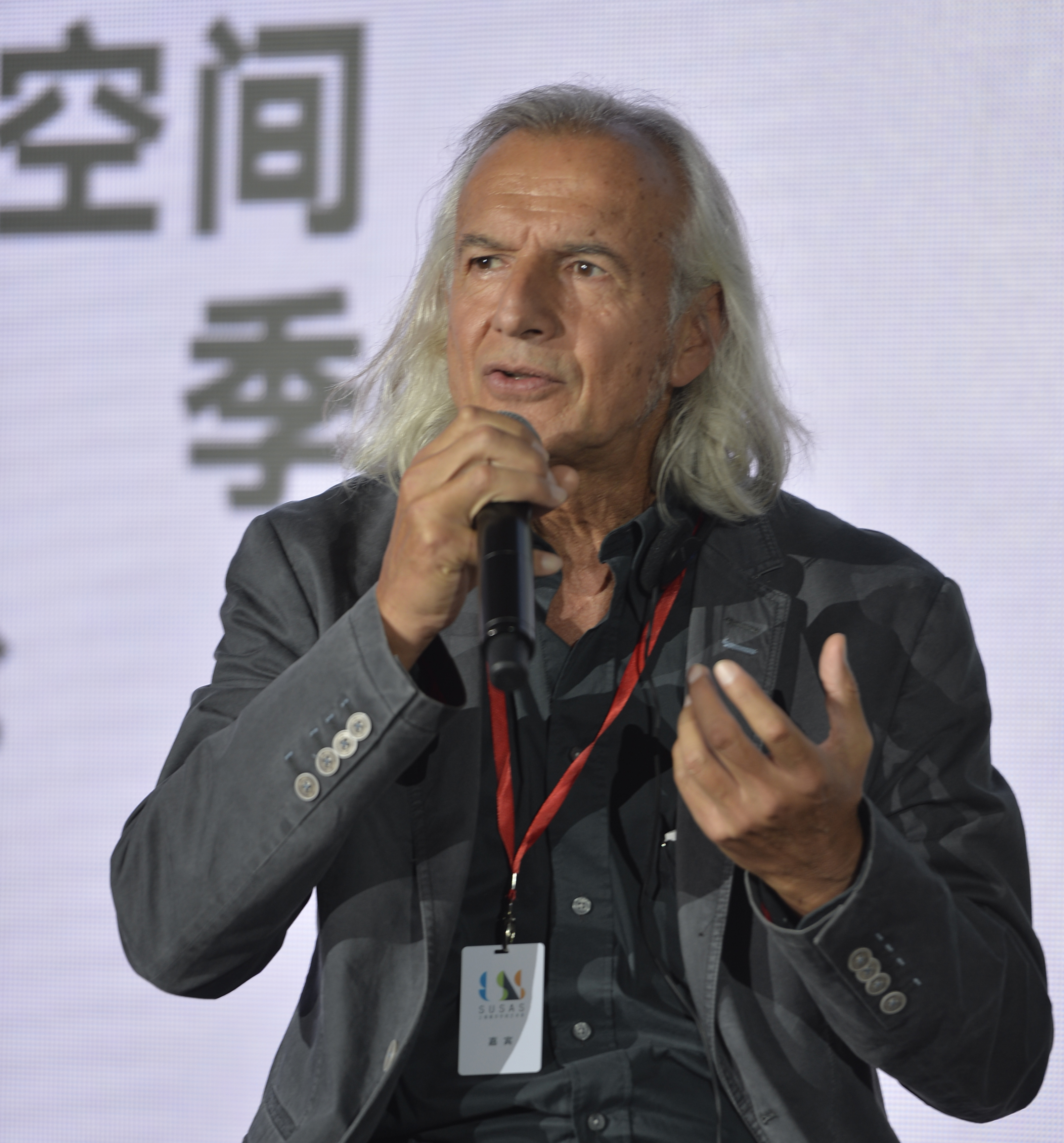
Manuel Cuadra (2015)

Manuel Cuadra (geb. 1952 in Lima, Peru) ist ein peruanischer Architekt und emeritierter Architekturhistoriker. Er war Professor für Architekturgeschichte/Geschichte der gebauten Umwelt an der Universität Kassel. Der Schwerpunkt seiner Lehrtätigkeit lag in der integrierten Betrachtung von Architektur, Stadt und Landschaft von den Anfängen der Siedlungsgeschichte bis zur Gegenwart.

## Leben
Nach dem Studium der Architektur in Lima (1970–1976) promovierte Manuel Cuadra an der TU Darmstadt (1980–1984, 1988) zur Thematik Architektur in Lateinamerika. Die Andenstaaten im 19. und 20. Jahrhundert. Von 1986 bis 1990 war er als wissenschaftlicher Mitarbeiter und Lehrbeauftragter am Fachgebiet für Entwerfen und Baugestaltung unter der Leitung von Günter Behnisch am Fachbereich Architektur der TU Darmstadt tätig.
Es folgten Lehraufträge am Kunsthistorischen Institut der Universität Heidelberg (1987–1995), an der Facultad de Arquitectura der Universidad de Belgrano in Buenos Aires (1988) und an der Universidad de Talca in Chile sowie eine Gastprofessur für Geschichte und Theorie der Architektur an der Städelschule Frankfurt (1995–1997).
Infolge einer Vertretungsprofessur (2003–2004) an der Universität Kassel für Architekturgeschichte und Entwerfen am Fachbereich Architektur, Stadtplanung, Landschaftsplanung, erhielt er 2005 die ordentliche Professur für das Fachgebiet Architekturgeschichte / Geschichte der gebauten Umwelt.
Neben der Lehre der Geschichte von Architektur, Stadt und Kulturlandschaft steht im Mittelpunkt seiner Forschungstätigkeit insbesondere der regionale Schwerpunkt Lateinamerika.
Aufgrund seiner freien Tätigkeit als Autor und Kurator wurde Manuel Cuadra zum a.o. Mitglied des Bundes Deutscher Architekten (BDA) und zum ordentlichen Mitglied des International Committee of Architectural Critics (CICA) berufen, dem er seit 2005 als Mitglied des Direktoriums und seit 2008 als Generalsekretär dient. 2011 erhielt er die Ehrendoktorwürde der peruanischen Universidad Nacional de Ingeniería.
Von 2015 bis 2019 leitete er das DFG-Projekt „Träume und Räume einer Revolution/Architektur in Kuba 1959–2018: Historische und theoretische Hintergründe/Periodisierung/Referenzobjekte“
Neben seinen Forschungsaktivitäten in Lateinamerika pflegt Cuadra internationale Beziehungen u. a. nach China. Er ist seit 1997 Mitglied in diversen Preisgerichten.

## Sonstiges

### Veranstaltungsreihen
- Seit 2006 „Fusion – Positionen zu Architektur, Stadt und Landschaft“[3] an der Universität Kassel
- 2005–2007 / 2011–2012 „documenta / experimenta urbana“[4] an der Universität Kassel

### Kongressbeiträge und Vorträge
- CICA: International Committee of Architectural Critics (Workshop Barcelona 1996, Istanbul 2005, Turin 2008, Shanghai 2015)
- Vortragstätigkeit u. a. für den Kongress UIA, das Goethe-Institut und die Didacta-Messe

### Autor und Kurator
Konzeption und Redaktion von Ausstellungen, Büchern, Katalogen und Aufsätzen, unter anderem für
- das Niederländische Architektur-Institut – NAI (Architecture and Ethics)
- das Deutsche Architektur Museum – DAM (Zwischen Vision und Wirklichkeit: Wohnbau heute; form follows ...; Konstruktion und Gestalt)
- den Bund Deutscher Architekten – BDA (Umgang mit Architektur der 1950er bis 1970er Jahre; International; Energie; Identität; Neues Bauen in alten Städten: Beiträge zur urbanen Planungskultur)
- die Architektenkammer Hessen – AKH

### Preise
- Internationaler Preis für ökologisch wegweisendes Bauen und Städteplanen in Ostdeutschland.

Auslober: Artists United for Nature; Hebel Stiftung; Ministerium für Raumordnung, Städtebau und Wohnungswesen des Landes Sachsen-Anhalt. Für Bitterfeld Braunkohlebrachen: Probleme / Chancen / Visionen (1993).

## Publikationen (Auswahl)
- mit dem Baudezernat der Stadt Reutlingen (Hrsg.): Architektur um 1900 in Reutlingen. Katalog zur gleichnamigen Ausstellung. Reutlingen 1990.
- Architektur in Lateinamerika. Die Andenstaaten im 19. und 20. Jahrhundert. Verlag Jürgen Häusser, Darmstadt 1991, ISBN 3-927902-47-0.
- Bitterfeld Braunkohlebrachen. Probleme / Chancen / Visionen. Prestel Verlag, München 1993, ISBN 3-7913-1267-7.
- Der Kindergarten: Seine Architektur in Geschichte und Gegenwart / Anforderungen an den Kindergartenbau / Aktuelle Beispiele. Ernst & Sohn, Berlin 1997, ISBN 3-433-02142-2.
- mit Rolf Toyka: Berlin Karl-Marx-Allee. Hintergründe ihrer Entstehung / Probleme / Visionen. Junius Verlag, Hamburg 1997, ISBN 3-88506-258-5.
- mit der Wüstenrot Stiftung und der Architektenkammer Hessen (Hrsg.): Planen und Bauen: Meine Schule. Ein Werkstattbuch mit Anregungen und Anleitungen für baulustige Schülerinnen und Schüler. Ernst Klett Schulbuchverlag, Stuttgart, Düsseldorf, Leipzig 1998.
- mit Wilhelm Adam: Planen und Bauen: Meine Schule. Das Lehrerheft zum Werkstattbuch. Ernst Klett Schulbuchverlag, Stuttgart, Düsseldorf, Leipzig 1998.
- mit Jo. Franzke (Hrsg.): Architektur in Frankfurt. Die Bauten, das Leben, die Stadt am Ende der neunziger Jahre. Junius Verlag, Hamburg 1999, ISBN 3-88506-283-6.
- mit dem Hessischen Ministerium der Finanzen und der Architektenkammer Hessen (Hrsg.): Planen und Bauen im Bestand. Auszeichnung vorbildlicher Bauten im Land Hessen. Der Katalog zur gleichnamigen Ausstellung. Wiesbaden 1999.
- mit Kristin Feireiss: Clorindo Testa Architect. Niederländisches Architektur-Institut NAI, NAI Publishers, Rotterdam 2000, ISBN 90-5662-143-2.
- mit BDA Hessen (Hrsg.): MAX 40. BDA Architekturpreis „Junge Architekten in Hessen“. Katalog zur Ausstellung im Deutschen Architektur Museum, Aktuelle Galerie, Frankfurt am Main. Frankfurt am Main 2001.
- mit Ingeborg Flagge (Hrsg.): World Airports – Weltflughäfen. Das Buch zur gleichnamigen Ausstellung. Frankfurt am Main 2002, ISBN 3-88506-519-3.
- mit der Architektenkammer Hessen (Hrsg.): Rhein-Main-Regionale – Der Großraum Frankfurt auf dem Weg zum Kulturraum. Wiesbaden 2002, ISBN 3-88506-516-9.
- Große Häuser, kleine Häuser. Katalog zur Ausstellung des Bundes Deutscher Architekten BDA im Lande Hessen im Deutschen Architektur Museum in Frankfurt am Main. Eine Dokumentation der mit der "Auszeichnung Guter Architektur in Hessen" bedachten Bauten. Frankfurt am Main 2003.
- MAX 40. BDA Architekturpreis „Junge Architekten in Hessen“. Katalog zur Ausstellung im Deutschen Architektur Museum, Frankfurt am Main. Frankfurt am Main 2006.
- Große Häuser, kleine Häuser. Katalog zur Ausstellung des Bundes Deutscher Architekten BDA im Lande Hessen im Deutschen Architektur Museum, Frankfurt am Main. Frankfurt am Main 2008.
- Arquitectura en América Latina: Los países andinos Perú, Bolivia, Ecuador y Chile en los siglos XIX y XX. Universidad Nacional de Ingeniería in Lima, Peru 2011, ISBN 978-9972-794-18-6.
- mit Peter Cachola Schmal, Till Schneider, Michael Schumacher, Kirsten Bucher (Hrsg.): schneider+schumacher. München u. a. 2011.
- mit Wilfried Wang (Hrsg.): Banco de Londres y América del Sud – SEPRA and Clorindo Testa. O' Neil Ford Monograph 4. Texas University at Austin, Tübingen 2012, ISBN 978-3-8030-0740-7.